# Sega Mega Drive Classics
Sega Mega Drive Classics est une série de compilations mettant en vedette des jeux vidéo Sega Mega Drive sortis pour Microsoft Windows. Les collections sont divisées en «volumes», les quatre premiers recevant à la fois des versions physiques et numériques et le cinquième volume étant uniquement publié numériquement.
Sega a réédité les quatre premiers volumes sortis physiquement sous le nom de Sega Mega Drive Classics: Gold Edition , pour Microsoft Windows. Il s'agit d'un ensemble de quatre disques des quarante-six jeux Sega Mega Drive des quatre premiers volumes. La collection dispose d'un support de clavier de configuration qui offre une expérience de jeu personnalisée, ainsi qu'un mode multijoueur pour un certain nombre de titres. La collection dispose également d'une fonctionnalité de sauvegarde et de chargement incluse dans tous les jeux qui permet au joueur de reprendre et de jouer aux parties sauvegardées au point exact où il s'est arrêté.
Sega a publié une application gratuite sur Steam le 28 avril 2016, appelée Sega Mega Drive Classics Hub. L'application présente un hub virtuel, sur le thème de ce à quoi pourrait ressembler une chambre d'un fanatique de Sega, pour jouer à tous les jeux Sega Mega Drive sortis. Le Hub inclut l'intégration de Steam Workshop, prenant en charge les hacks ROM pour ces jeux ; dans un jour de sa sortie, plusieurs hacks ROM précédemment développés ont été ajoutés par les utilisateurs à l' atelier du Hub. Tous les jeux Sega Mega Drive précédemment achetés sur Steam, y compris les collections, sont automatiquement ajoutés aux bibliothèques de jeux des joueurs dans le Hub. Quelques semaines après la sortie du Hub, Sega a signalé plus de 350 000 nouveaux achats des différents jeux supportés par le nouveau logiciel. La compilation Sega Mega Drive et Genesis Classics a vendu 1 514 485 unités numériques sur Steam, le 1er juin 2018.[réf. nécessaire]
Sega a publié une compilation de tous les jeux inclus dans les compilations énumérées ci-dessous à quelques exceptions près dans une entrée simplement intitulée Sega Mega Drive Classics  pour Linux, macOS, PlayStation 4 et Xbox One le 29 mai 2018. Il utilise la même interface que Sega Mega Drive Classics Hub, mais avec des fonctionnalités supplémentaires telles que les succès et le rembobinage dans le jeu. Ces fonctionnalités ont ensuite été ajoutées au Sega Mega Drive Classics Hub. De plus, certains jeux peuvent être joués dans leurs versions japonaises. La compilation est sortie sur Nintendo Switch le 6 décembre 2018.
La version Steam de ces collections excluait au départ les jeux Sonic the Hedgehog et ToeJam & Earl, avant de les inclure (à des prix plus élevés pour les jeux Sonic) puis, le 20 mai 2022, d'exclure à nouveau les jeux Sonic 1, 2 et 3 à l'achat (remplacés par la compilation Sonic Origins).

## Liste de jeux présents dans les différentes versions
| Alex Kidd in the Enchanted Castle           | Non  | Oui  | Non  | Non  | Non | Oui  |
| Alien Soldier                               | Non  | Non  | Non  | Oui  | Non | Oui# |
| Alien Storm                                 | Non  | Non  | Oui  | Non  | Non | Oui  |
| Altered Beast                               | Oui  | Non  | Non  | Non  | Non | Oui  |
| Beyond Oasis                                | Non  | Non  | Non  | Non  | Oui | Oui# |
| Bio-Hazard Battle                           | Non  | Non  | Oui  | Non  | Non | Oui  |
| Bonanza Bros.                               | Non  | Oui  | Non  | Non  | Non | Oui  |
| Columns                                     | Non  | Oui  | Non  | Non  | Non | Oui  |
| Columns III                                 | Non  | Non  | Oui  | Non  | Non | Oui  |
| Comix Zone                                  | Oui  | Non  | Non  | Non  | Non | Oui  |
| Crack Down                                  | Oui  | Non  | Non  | Non  | Non | Oui  |
| Decap Attack                                | Non  | Non  | Oui  | Non  | Non | Oui  |
| Dr. Robotnik's Mean Bean Machine            | Non  | Non  | Non  | Oui† | Non | Oui  |
| Dynamite Headdy                             | Non  | Non  | Non  | Non  | Oui | Oui# |
| Ecco the Dolphin                            | Oui  | Non  | Non  | Non  | Non | Non  |
| Ecco: The Tides of Time                     | Non  | Non  | Oui  | Non  | Non | Non  |
| Ecco Jr.                                    | Non  | Oui  | Non  | Non  | Non | Non  |
| ESWAT: City Under Siege                     | Non  | Oui† | Oui@ | Non  | Non | Oui  |
| Eternal Champions                           | Non  | Oui@ | Non  | Non  | Non | Non  |
| Fatal Labyrinth                             | Non  | Oui  | Non  | Non  | Non | Oui  |
| Flicky                                      | Non  | Non  | Oui  | Non  | Non | Oui  |
| Gain Ground                                 | Oui  | Non  | Non  | Non  | Non | Oui  |
| Galaxy Force II                             | Non  | Oui  | Non  | Non  | Non | Oui  |
| Golden Axe                                  | Oui  | Non  | Non  | Non  | Non | Oui  |
| Golden Axe II                               | Non  | Oui† | Oui@ | Non  | Non | Oui  |
| Golden Axe III                              | Non  | Non  | Non  | Non  | Oui | Oui  |
| Gunstar Heroes                              | Non  | Non  | Non  | Oui  | Non | Oui  |
| Kid Chameleon                               | Non  | Oui  | Non  | Non  | Non | Oui  |
| Landstalker                                 | Non  | Non  | Non  | Oui  | Non | Oui# |
| Light Crusader                              | Non  | Non  | Non  | Oui  | Non | Oui  |
| Phantasy Star II                            | Non  | Non  | Non  | Non  | Oui | Oui  |
| Phantasy Star III: Generations of Doom      | Non  | Non  | Non  | Non  | Oui | Oui  |
| Phantasy Star IV: The End of the Millennium | Non  | Non  | Non  | Non  | Oui | Oui  |
| The Revenge of Shinobi                      | Non  | Non  | Non  | Non  | Oui | Oui  |
| Ristar                                      | Non  | Oui  | Non  | Non  | Non | Oui# |
| Shadow Dancer: The Secret of Shinobi        | Oui@ | Non  | Non  | Non  | Non | Oui  |
| Shining Force                               | Non  | Non  | Non  | Oui  | Non | Oui  |
| Shining Force II                            | Non  | Non  | Non  | Oui  | Non | Oui  |
| Shining in the Darkness                     | Non  | Non  | Non  | Oui  | Non | Oui  |
| Shinobi III: Return of the Ninja Master     | Oui  | Non  | Non  | Non  | Non | Oui  |
| Sonic the Hedgehog                          | Oui† | Non  | Non  | Non  | Non | Oui  |
| Sonic the Hedgehog 2                        | Non  | Oui† | Non  | Non  | Non | Oui  |
| Sonic Spinball                              | Non  | Non  | Oui  | Non  | Non | Oui  |
| Sonic the Hedgehog 3/Sonic & Knuckles       | Non  | Non  | Oui  | Non  | Non | Non  |
| Sonic 3D Blast                              | Non  | Non  | Non  | Oui† | Non | Oui  |
| Space Harrier II                            | Oui  | Non  | Non  | Non  | Non | Oui  |
| Streets of Rage                             | Non  | Non  | Non  | Oui  | Non | Oui  |
| Streets of Rage 2                           | Non  | Non  | Non  | Oui  | Non | Oui# |
| Streets of Rage 3                           | Non  | Non  | Non  | Non  | Oui | Oui# |
| Super Thunder Blade                         | Non  | Oui  | Non  | Non  | Non | Oui  |
| Sword of Vermilion                          | Non  | Non  | Oui  | Non  | Non | Oui  |
| ToeJam & Earl                               | Non  | Non  | Non  | Oui† | Non | Oui  |
| ToeJam & Earl in Panic on Funkotron         | Non  | Non  | Non  | Oui† | Non | Oui  |
| Vectorman                                   | Oui  | Non  | Non  | Non  | Non | Oui  |
| Vectorman 2                                 | Non  | Non  | Non  | Non  | Oui | Oui  |
| Virtua Fighter 2                            | Non  | Non  | Oui  | Non  | Non | Oui  |
| Wonder Boy in Monster World                 | Non  | Non  | Non  | Non  | Oui | Oui^ |
| Wonder Boy III: Monster Lair                | Non  | Non  | Non  | Oui  | Non | Oui^ |

- † : Uniquement disponible dans la version physique du disque.
- @ : Uniquement disponible dans la version de téléchargement numérique.
- ^: Non disponible en version Nintendo Switch[7].
- # : Comprend une version régionale alternative. Alien Soldier, Dynamite Headdy, Ristar, Streets of Rage 2 et Streets of Rage 3 ont des versions japonaises. Beyond Oasis comprend les versions européennes anglaise, française, allemande, espagnole et japonaise. Landstalker a les versions française et allemande inclus.

## Accueil
|               | Nintendo Switch | Playstation 4 | Xbox One |
| ------------- | --------------- | ------------- | -------- |
| Metacritic    | 80/100          | 75/100        | 73/100   |
| Jeuxvideo.com | /               | 15/20         | 15/20    |

Sega Genesis Classics a reçu des critiques "généralement favorables", selon l' agrégateur de critiques Metacritic .